# Prix Edmond-Brun
Le prix Edmond-Brun est un prix scientifique français biennal alternatif décerné  par l'Académie des sciences pour récompenser un chercheur pour ses travaux dans le domaine de l’astronautique ou dans le domaine de la mécanique des fluides et de la thermique. Son nom vient de Edmond Brun (1898-1979). Le prix est doté de 1 500 €.

## Lauréats
- 1983 : Alain Hauchecorne[1]
- 1996 : Thierry Poinsot[2]
- 2006 : Jean Frêne[3]
- 2007 : José-Eduardo Wesfreid[4] et Marc Etienne Brachet[5]
- 2009 : Christophe Bogey[6]
- 2010 : Richard Saurel[7]
- 2012 : Michel Stanislas[8]
- 2014 : Jean-Luc Battaglia[9]
- 2017 : Emmanuel Villermaux[10]
- 2019 : Hasnaa Zidani[11]
- 2021 : Stéphane Mazouffre, physicien, directeur de recherche CNRS, au Laboratoire ICARE (CNRS) et directeur du Laboratoire commun ORACLE (ICARE - CNRS/EXOTRAIL)[12].
- 2023 : Mathieu Gibert, chargé de recherche au CNRS à l’Institut Néel (CNRS / Université Grenoble Alpes)[13].